# Aeropuerto Teniente Daniel Jukic
El Aeropuerto Teniente Daniel Jukic (ANAC: RTA - IATA: RCQ - OACI: SATR), es un aeropuerto que se encuentra ubicado a unos 8 km hacia el sur del centro de Reconquista, en la provincia de Santa Fe.

## Accesos
Su dirección es Ruta Nacional 11 kilómetro 781 (S3560) y sus coordenadas son latitud 29° 12' 12" S y longitud 59° 41' 39" O.

## Infraestructura

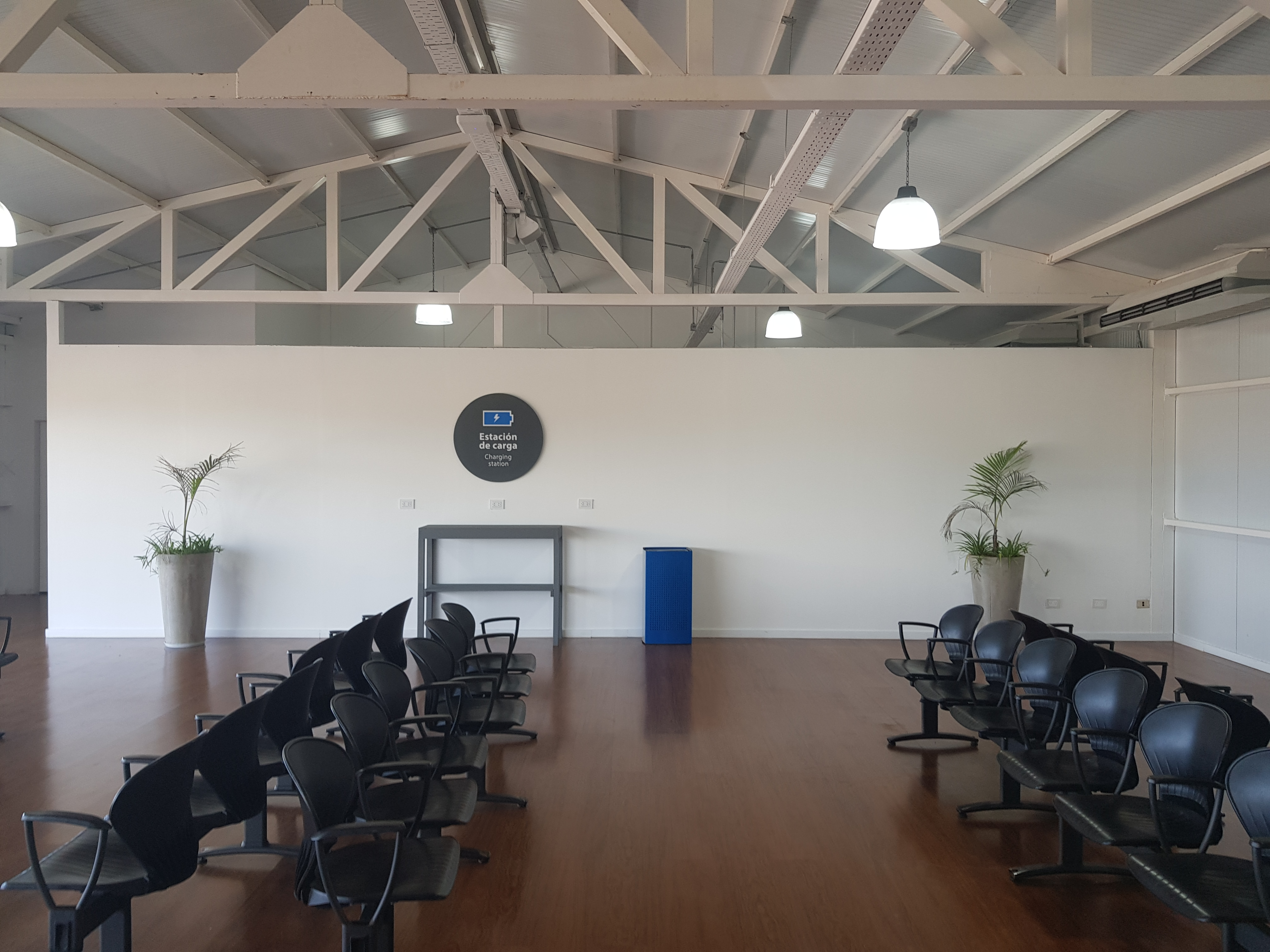

El área total del predio es de 756 ha aproximadamente y su categoría OACI es 4D.
- Pistas: 182 500 m²
- Calles de Rodaje: 11 900 m²
- Plataformas: 17 350 m²
- Superficie Total Edificada: 1596 m²
- Terminal de Pasajeros: 1250 m²
- Hangares: 400 m²
- Estacionamiento descubierto Sin Cargo: 1815 m².Capacidad 80 posiciones de Estacionamiento.
- Cafetería al paso.
- Wifi Free.

## Historia
La Fuerza Aérea Argentina construyó el Aeropuerto en 1945 en el predio que alberga a la III Brigada Aérea, unidad a la que pertenecía el primer teniente (P.M.) Daniel Jukic.
Durante la guerra de las Malvinas se amplió la pista 10/28, y se construyeron de concreto la plataforma y las calles de rodaje.
Los  Pucará participaron en el operativo Vigía III, que se desarrolló en la frontera norte de la Argentina para evitar el tráfico de aviones con contrabando.
La Línea Aérea LAER voló durante el 2012, hasta que desapareció en 2013. Seguidamente Macair Jet dio Inicio el 1 de abril de 2014 vuelos a Buenos Aires vía Goya, y en agosto cambiando la escala en Sunchales debido a la poca demanda en la ciudad correntina.
Desde julio de 2018 hasta marzo de 2019, la Empresa AVIANCA Líneas Aéreas, que opera bajo la Razón social AVIAN LINEAS AÉREAS, fusionada con Macair Jet, voló conectando Reconquista de manera directa con Rosario y por esta vía con Buenos Aires. Con cinco frecuencias semanales lunes, martes, miércoles, jueves y viernes, cubría una ocupación promedio mayor al 80%. Sorpresivamente la empresa dejó de operar por determinadas situaciones económicas en Avianca Brasil, propietaria de la filial Argentina.
En agosto de 2019 se retoman las operaciones, la empresa Flyest Líneas Aéreas, (Ex Sol Líneas Aéreas), compromete dos servicios semanales entre Buenos Aires y Reconquista con escala en el Aeropuerto de Sauce Viejo de Santa Fe. Luego de varios meses, en noviembre de 2019 Cesó sus operaciones. Paradójicamente la ocupación del vuelo superaba el 70% promedio.
En marzo de 2023 la aerolínea LADE inauguró vuelos a Aeroparque Jorge Newbery y al Aeropuerto Internacional de Rosario. La empresa discontinuo sus vuelos en abril de 2023, cuando el aeropuerto de Reconquista entra en remodelación total que incluye la ampliación de sus instalaciones a casi el triple de su tamaño y a la esperara del Vuelo de Aerolíneas Argentinas.
El 21 de junio de 2023, Aerolíneas Argentinas inauguró vuelos al Aeroparque Jorge Newbery y al Aeropuerto Internacional de Rosario, conectando de esta manera a Reconquista con los más de 38 destinos que tiene la aerolínea estatal de Bandera. El servicio operó hasta marzo de 2024.

## Aerolíneas y destinos
| Destinos                            | Nombre del aeropuerto    | Aerolíneas   | Frecuencias                      |
| ----------------------------------- | ------------------------ | ------------ | -------------------------------- |
| Argentina (1 destinos, 1 aerolínea) |                          |              |                                  |
| Buenos Aires                        | Aeroparque Jorge Newbery | American Jet | 4 (Inicia el 1 de marzo de 2025) |

### Aerolíneas y destinos cesados

#### Aerolíneas extintas
- ALTA (Buenos Aires-Aeroparque, Resistencia).
- Aerovip: (Buenos Aires-Aeroparque).
- LAER (Buenos Aires-Aeroparque, Mercedes, Paraná).
- Macair Jet (Buenos Aires-Aeroparque, Goya, Mercedes, Sunchales).
- Avianca Argentina (Buenos Aires-Aeroparque, Rosario).
- Flyest (Buenos Aires-Aeroparque, Santa Fe).

#### Aerolíneas operativas
- Aerolíneas Argentinas (Buenos Aires-Aeroparque, Rosario).
- LADE (Buenos Aires-Aeroparque, Rosario).